# Sant Pau de la Figuera
Sant Pau de la Figuera és una ermita del municipi de la Figuera (Priorat) protegida com a bé cultural d'interès local.
Edifici situat sobre un espigó calcari a 613 metres d'altitud i proper al poble. És la planta dibuixa una "L" invertida, la part allargada correspon a l'ermita pròpiament dita, els murs de la qual són reforçats amb contraforts. La coberta és a dos vessants, de teula i a la façana interior hi ha restes d'un campanar d'espadanya. La branca curta correspon a l'ermitori, prolongat per davant per una mena d'atri, a l'interior del qual s'obren la porta i una finestra. L'interior és enguixat, amb una fornícula a la paret dreta. La volta, de mig punt aplanada, és decorada amb quarterons i arrenca d'un fris continu. Hi ha la imatge de la Mare de Déu de la Mola i la de Sant Pau.

## Història
Hom no ha pogut trobar dades referents a la creació de l'ermita, però sembla que caldria situar-la cap al segle xvi com a mínim. Fou segurament el segle xviii que fou reformada, inclosa la decoració i arranjament interior. Hi havia un altar senzill de fusta, cremat el 1936 durant la guerra civil espanyola. A l'ermita s'hi veneren les imatges de la Mare de Déu de la Mola i de Sant Pau. Hom hi fa romiatge el 15 de gener, el 15 de maig i el segon diumenge d'agost. Durant la Guerra Civil, fou instal·lat el lloc de Comandament de les forces republicanes durant la batalla de l'Ebre atesa la bona visibilitat que l'indret ofereix.